# 沈德符 (朝鮮)
沈德符（：／，1328年—1401年），字得之，號蘆堂、又号虛江，本貫青松沈氏，高麗末期至朝鮮王朝初期將領。
沈德符是青華府院君沈龍的長子。1388年，以西京都元帥的身份參加遼東征伐軍。在威化島回軍中立下功勞。恭讓王在位期間擔任門下侍中，封青城郡忠義伯。1392年朝鮮王朝建立後，封青城伯，後封青城府院君。1397年判門下府事，1398年領三司事，1399年擔任左政丞（左議政的前身）。死後諡定安。
其子沈溫後來在世宗在位時期擔任過領議政。

## 影視形象
- 《龍之淚》，1996年-1998年KBS大河連續劇，尹錫五（朝鲜语：윤석오）飾